# Logan Bartholomew
John Logan Bartholomew (Galion, Ohio, Estados Unidos, 9 de febrero de 1984), conocido como Logan Bartholomew, es un actor estadounidense.
De pequeño soñaba con ser jugador de béisbol, pero una lesión en el brazo cuando estaba en el instituto le hizo desistir y comenzar a asistir a clases de interpretación.
Es conocido por interpretar el papel de Willie LaHaye en tres de las ocho películas de la serie Love comes softly (El amor llega suavemente en España y El amor toma su tiempo en Latinoamérica). Ha participado también en varios capítulos de series como CSI: Miami, CSI: Nueva York, Entre fantasmas y Close to Home.
En el 2010 interpretó uno de los papeles protagonistas en la película The Genesis Code.

## Enlaces
- Logan Bartholomew en Internet Movie Database (en inglés).

- Datos: Q6666939